# District régional de Columbia-Shuswap
Le District régional de Columbia-Shuswap en Colombie-Britannique est situé dans l'est de la province. Il est entouré par le district régional de Fraser-Fort George au nord, par le district régional de Thompson-Nicola à l'ouest, par le district régional de North Okanagan, le district régional de Central Kootenay et le district régional d'East Kootenay au sud et par la province de l'Alberta à l'est. Le siège du district régional se situe à Salmon Arm.

## Villes principales
- Salmon Arm
- Revelstoke
- Golden
- Sicamous

## Routes principales
Routes principales traversant Columbia-Shuswap:
- Highway 1 (Route Transcanadienne)
- Highway 23
- Highway 31
- Highway 95
- Highway 97